# Curtici
Curtici é uma cidade da Romênia com cerca de 8.000 habitantes, e uma densidade de aproximadamente 110,5 habitantes por quilômetro quadrado, localizada no distrito de Arad.
O município tem uma área de cerca de 7.282 hectares, localizados a uma altitude de cerca de 92 metros acima do nível do mar.
1. ↑  CurticiPrimăriei, Dados CurticiMorada postal; Curtici, nr 47315200 CurticiRomâniaTelefone Curtici0257 464 130Internacional: +40 257 464 130Fax Curtici0257 464 130Internacional: +40 257 464 130Endereço electrónico CurticiIndisponívelSítio Web Curticiwww primariacurtici ro Certidão de nascimento; Curtici, Certidão de óbito. «Curtici, Arad, Roménia - Cidades e vilas do mundo». pt.db-city.com. Consultado em 11 de agosto de 2023